# Jeremy Clarkson
Jeremy Charles Robert Clarkson (Doncaster, 11 april 1960) is een Brits televisiepresentator.
Hij presenteerde bij de BBC van 1988 tot 2001 het programma Top Gear en van 2002 tot 2015 Top Gear in een nieuw format. Hij staat erom bekend dat hij ronduit voor zijn mening uitkomt.
In 2015 werd bekend dat zijn aflopende contract niet meer verlengd werd door de BBC. Aanleiding hiervoor was de vermeende klap die Clarkson zou hebben uitgedeeld aan Oisin Tymon, een producer van het programma. De opvolger van Clarkson was (voor korte tijd) Chris Evans. In augustus 2015 werd naar buiten gebracht dat Clarkson samen met James May en Richard Hammond The Grand Tour voor de tv-afdeling van Amazon gaat presenteren.

## Biografie
Clarkson was journalist bij Rotherham Advertiser in Engeland. Zijn gevoel voor auto’s begon te kriebelen in 1977, toen hij slaagde voor een testrit met de R-type Bentley van zijn grootvader. Na een reporteropleiding besloot Clarkson het schrijven te combineren met zijn liefde voor auto’s en startte The Motoring Press Agency in 1984.
Naast vele jaren schrijven voor diverse automagazines was hij ook columnist voor Performance Car van 1986 tot 1993. Ook heeft hij voor Esquire geschreven en hij schrijft nu nog wekelijkse columns in The Sun, UK Daily en The Sunday Times. Ook draagt hij een steentje bij aan BBC’s Top Gear Magazine.
In 1993 presenteerde Clarkson de programma's Star Cars en Motorworld. In januari 1998 presenteerde hij Jeremy Clarkson's Extreme Machines en in 2000 Clarkson's Car Years. Hij is ook een keer te gast geweest in What not to wear, waarin zijn kledingkeuze door Trinny en Susannah werd afgekraakt.
Clarkson woont in Engeland met zijn vriendin, met wie hij sinds 2017 een relatie heeft. Ook heeft hij een landhuis op het eiland Man. Clarkson heeft met zijn tweede vrouw, van wie hij in 2014 is gescheiden na een huwelijk van 21 jaar, drie kinderen.

## Werk

### Autogerelateerde programma's
- Jeremy Clarkson's Motorworld (1995-1996)
- Clarkson's Car Years (1999-2001)
- Top Gear (1988-2001)
- Top Gear (2002-2015)
- The Grand Tour (2016-2024)

### Niet-autogerelateerde programma's
- Clarkson (1998): drie seizoenen een praatprogramma
- Jeremy Clarkson's Extreme Machines (1998): verschillende soorten machines, waaronder een vliegtuig
- Robot Wars (1997): Clarkson presenteerde de eerste reeks van de Britse versie van dit programma
- Jeremy Clarkson Meets the Neighbours: beruchte eurofoob door Europa, onder andere in de Tuf-tuf Club
- Have I Got News for You: host van vier afleveringen, de eerste in 2002, twee in 2005 en één in 2007
- Inventions That Changed the World: vijf afleveringen over de uitvinding van het geweer, de computer, de straalmotor, telefoon en televisie, vanuit een Brits standpunt
- Top of the Pops: één aflevering co-host met Fearne Cotton
- QI: hierin was Clarkson zes keer te gast
- Room 101
- Who Do You Think You Are?: over zijn familiestamboom
- Great Britons
- The Victoria Cross: For Valour (2003): documentaire over de historie van het Victoria Cross
- Never Mind the Buzzcocks: gastpresentator
- Top Gear of the Pops: 16 maart 2007 uitzending in het kader van Comic Relief, een Brits benefiet. Het was een mix van Top Gear, en Top of the Pops
- Jeremy Clarkson: Greatest Raid of All Time (2007): documentaire over Operatie Chariot
- Who Wants to Be a Millionaire? (2018-heden)
- Clarkson's Farm (2021-heden)

### Video's en dvd's
- Jeremy Clarkson's Motorsport Mayhem (1995)
- Jeremy Clarkson – Unleashed on Cars (1996)
- The Best of Jeremy Clarkson's Motorworld (1996)
- More Motorsport Mayhem Featuring Jeremy Clarkson and Steve Rider (1996)
- Jeremy Clarkson's Unlimited Extreme Machines (1997)
- Jeremy Clarkson – Apocalypse Clarkson (1997)
- The Most Outrageous Jeremy Clarkson Video in the World ... Ever! (1998)
- Jeremy Clarkson Head to Head (1999)
- Jeremy Clarkson – At Full Throttle (2000)
- Jeremy Clarkson – Top 100 Cars (2001)
- Jeremy Clarkson – Speed (2001)
- Jeremy Clarkson – No Limits (2002)
- Jeremy Clarkson – Shootout (2003)
- Jeremy Clarkson – Hot Metal (2004)
- Jeremy Clarkson – Heaven and Hell (2005)
- Jeremy Clarkson – The Good, The Bad and The Ugly (2006)
- Jeremy Clarkson – Supercar Showdown (2007)
- Jeremy Clarkson – Thriller (2008)
- Jeremy Clarkson – Duel (2009)
- Jeremy Clarkson – The Italian Job (2010)
- Jeremy Clarkson – Powered up (2011)
- Jeremy Clarkson – The worst car in the history of the world (2012, met James May)
- Jeremy Clarkson – The perfect road trip (2013, met Richard Hammond)
- Jeremy Clarkson – The perfect road trip 2 (2014, met Richard Hammond)

### Boeken
- Jeremy Clarkson's Motorworld (1996)
- Clarkson on Cars: Writings and Rantings of the BBC's Top Motoring Correspondent (1996)
- Clarkson's Hot 100 (1996)
- Jeremy Clarkson's Planet Dagenham: Drivestyles of the Rich and Famous (1998)
- Born to Be Riled: The Collected Writings of Jeremy Clarkson (1999)
- Jeremy Clarkson's Ultimate Ferrari (2001)
- The World According to Clarkson (2004)
- Clarkson on Cars (2004)
- I Know You Got Soul (2004)
- Motorworld (2004)
- Świat według Clarksona (Poolse editie van The World According to Clarkson) (2006)
- The World According to Clarkson 2: And Another Thing (2006)
- Dat geloof je toch niet! (2009)
- Overstuur (2009)
- Uit de bocht (2012)
- De Top Gear Jaren (2013)
- Pigs Might Fly (2023)

## Trivia
- Zijn ouders Shirley Gabrielle Ward en Edward Grenville Clarkson zijn de bedenkers van de eerste Beertje Paddingtonknuffel, niet van het beertje zelf.
- In het begin van oktober 2014 moest Clarkson, met het team van Top Gear, Argentinië ontvluchten. Clarkson reed in een Porsche met kenteken H982 FKL, waarin Argentijnse activisten een verwijzing zagen naar de Falklandoorlog in 1982. Top Gear en de BBC ontkennen de nummerplaat met opzet op de auto te hebben gehangen, en weigeren officiële excuses aan Argentinië.[3]
- Volgens Clarkson mag iemand zich pas een echte autoliefhebber noemen als diegene een Alfa Romeo gehad heeft.[4]